# Archives et Musée de la littérature
 (juin 2025).
La mise en forme du texte ne suit pas les recommandations de Wikipédia : il faut le « wikifier ».
Les points d'amélioration suivants sont les cas les plus fréquents. Le détail des points à revoir est peut-être précisé sur la page de discussion.
- Les titres sont pré-formatés par le logiciel. Ils ne sont ni en capitales, ni en gras.
- Le texte ne doit pas être écrit en capitales (les noms de famille non plus), ni en gras, ni en italique, ni en « petit »…
- Le gras n'est utilisé que pour surligner le titre de l'article dans l'introduction, une seule fois.
- L'italique est rarement utilisé : mots en langue étrangère, titres d'œuvres, noms de bateaux, etc.
- Les citations ne sont pas en italique mais en corps de texte normal. Elles sont entourées par des guillemets français : « et ».
- Les listes à puces sont à éviter, des paragraphes rédigés étant largement préférés. Les tableaux sont à réserver à la présentation de données structurées (résultats, etc.).
- Les appels de note de bas de page (petits chiffres en exposant, introduits par l'outil «  Source ») sont à placer entre la fin de phrase et le point final[comme ça].
- Les liens internes (vers d'autres articles de Wikipédia) sont à choisir avec parcimonie. Créez des liens vers des articles approfondissant le sujet. Les termes génériques sans rapport avec le sujet sont à éviter, ainsi que les répétitions de liens vers un même terme.
- Les liens externes sont à placer uniquement dans une section « Liens externes », à la fin de l'article. Ces liens sont à choisir avec parcimonie suivant les règles définies. Si un lien sert de source à l'article, son insertion dans le texte est à faire par les notes de bas de page.
- La présentation des références doit suivre les conventions bibliographiques. Il est recommandé d'utiliser les modèles {{Ouvrage}}, {{Chapitre}}, {{Article}}, {{Lien web}} et/ou {{Bibliographie}}. Le mode d'édition visuel peut mettre en forme automatiquement les références.
- Insérer une infobox (cadre d'informations à droite) n'est pas obligatoire pour parachever la mise en page.

Pour une aide détaillée, merci de consulter Aide:Wikification.
Si vous pensez que ces points ont été résolus, vous pouvez retirer ce bandeau et améliorer la mise en forme d'un autre article.
 (novembre 2023).
Pour les articles homonymes, voir AML.
Les Archives et Musée de la Littérature (AML) sont un centre d’archives privées, agréé par la Communauté française de Belgique, consacré au théâtre et à la littérature belge francophone. Cette institution donne accès à d'importants fonds d'archives sur des auteurs et des artistes belges, quelles que soient leurs formes d’expressions (théâtre, poésie, essais, contes, textes narratifs , etc.) ou leurs supports (papiers, archives numériques, photographies, enregistrements sonores, microfilms). Ces ressources sont complétées par des fonds d’archives d’éditeurs belges et par des œuvres d’artistes couvrant le domaine des arts plastiques.
Les AML sont également un important centre de documentation littéraire international. S'y sont développées des collections d’archives pour l’Afrique centrale (Burundi, Congo, Rwanda) ou l’ancienne Tchécoslovaquie, ainsi qu’une importante bibliothèque de revues, toujours centrées autour de la thématique de l'écriture.
Les AML sont un centre de recherche sur le patrimoine littéraire, théâtral et éditorial de la Belgique francophone. Ils organisent des colloques et des séminaires, participent à des organisations ou à des rencontres internationales, réalisent des expositions, et communique ses travaux, via l’édition littéraire ou la production audiovisuelle.
Les collections d’archives et les fonds documentaires sont consultables dans la bibliothèque des AML, située à Bruxelles, et sont diffusées plus largement par le musée de l’institution qui organise aussi des expositions artistiques et littéraires temporaires.

## Historique et statut de l'institution

### Historique
Les Archives et Musée de la Littérature sont fondés en 1958 à l’initiative de Joseph Hanse, membre de l’Académie royale de langue et de littérature françaises de Belgique et avec la complicité d’Herman Liebaers, créateur de la nouvelle Bibliothèque royale de Belgique, institution fédérale bilingue dans laquelle la jeune institution s’installe dès ses premières heures.
Les AML se sont d’abord fixé comme mission d’inventorier, cataloguer et mettre à la disposition du public des fonds d’archives d’auteurs belges de langue française issus de ces deux institutions « partenaires ». De volumineux fonds d’archives personnelles d’écrivains belges ont été traités :Émile Verhaeren, Max Elskamp, André Baillon, Henry Van de Velde, Marie Gevers, Albert Mockel, Ray Nyst, etc..
Dès 1968, le Musée de la parole créé par Paul Hellyn, qui réunissait un nombre considérable de photos et d’enregistrements, est intégré aux AML et forme le noyau de la section audiovisuelle, composée aujourd’hui d’une sonothèque, d’une photothèque et d’une vidéothèque (en).
En 1979, le Centre international d’études poétiques créé par Fernand Verhesen dans le cadre des Biennales internationales de poésie est aussi rattaché à l’institution. Il sert de socle à la section internationale des AML. Il y renforce la section « Poésie belge ».
À partir de 1980, le théâtre, enfoui dans les collections (avec des archives de Camille Poupeye ou bien encore Lionel Wiener), devient une section spécifique : elle s’attachera à conserver et à collecter les données sur le spectacle vivant francophone de Belgique. En 1981, débute la publication de L’Annuaire du spectacle. Il se base sur des fonds de dramaturges issus du symbolisme et de l’expressionnisme (Maurice Maeterlinck, Georges Rodenbach, Michel de Ghelderode, Henry Soumagne, Fernand Crommelynck, et al.), mais aussi sur des fonds de dramaturges contemporains (Michèle Fabien, Jean Louvet, Paul Willems, René Kalisky, etc.), ainsi que sur des fonds d'archives de critiques (Jacques Hislaire, etc.) ou encore sur des archives privées de théâtres et de compagnies. Cette section collabore également avec l’Institut International du Théâtre (IIT) et traite les archives de son Centre belge. Depuis 1992, les AML président le Centre belge de la Société internationale des Bibliothèques et des Musées des arts du spectacle (SIBMAS),.
Depuis 2008, ils sont liés à l'Agence universitaire de la Francophonie (AUF).
En leur sein, existe une section consacrée au Patrimoine Autobiographique des Archives (APA-AML) en vue d’élargir les collections d’archives autobiographiques inédites de l'institution, dans la lignée des travaux de Philippe Lejeune.

### Statut juridique et organisation
C'est une Association sans but lucratif (ASBL) subventionnée par le ministère de la Communauté française de Belgique, à travers un contrat-programme.
Le conseil d’administration détermine la politique de l’institution. Un conseil scientifique évalue ses orientations scientifiques.
Les AML regroupent des archivistes, des scientifiques, des spécialistes de l'audio-visuel et du personnel administratif.

## Ressources documentaires

### Centre d'archives et le centre de documentation
Les fonds d'archives des lettres belges
Les archives des lettres belges se déclinent sous plusieurs formes (manuscrits, correspondances, livres, photographies, documents audiovisuels, enregistrements sonores, articles de presse, affiches, œuvres d’art, objets d’écrivain). Elles constituent des fonds de référence sur des auteurs tels Charles Bertin, Madeleine Bourdouxhe, Gaston Compère, Pierre Daye, Louis Delattre, Conrad Detrez, Paul-Aloïse De Bock, Christian Dotremont, Vera Feyder, Jean Gérardy, Robert Goffin, Suzanne Gohy, Franz Hellens, Pierre Houart, Camille Lemonnier, Constant Malva, Marcel Moreau, Paul Nougé, Jean Raine, Raymond Rouleau, Albert Russo, Stanislas-André Steeman, etc. - et sur des fonds d’artistes belges tels que ceux de Claude Haumont, d'André Janssens, de Marcel Mariën ou encore de Jacques Meuris, etc.
Dans ces collections d'archives, se trouvent des lettres illustrées par Félicien Rops adressées notamment à Edmond Picard ; la bibliothèque personnelle de Georges Eekhoud ;  des correspondances, contrats, récits publiés ou inédits de Dominique Rolin ; la presque totalité des manuscrits des œuvres d’Henry Bauchau, les carnets de dessins de Sarah Kaliski ou de Jean-Claude Pirotte, etc.
D’importants fonds d’archives poétiques sont également réunis : Jean de Boschère, Michel Defgnée, Paul Desmeth, Max Elskamp, François Jacqmin, Werner Lambersy, Jacques-André Libioulle, Franz Moreau, Odilon-Jean Périer, etc.
Les AML regroupent des archives de parcours éditoriaux : les éditions Erel, l’éditeur Lebègue, les éditions Les Éperonniers, l’éditeur Jacques Antoine, les éditions Les Lèvres nues, etc.
Les archives audiovisuelles et photographiques (comme celles de Joseph Cayet, Robert Kayaert, Willy Kessels, Georges Thiry ou Marc Trivier) sont complétées par des clichés, de nouvelles captations audiovisuelles et des enregistrements sonores, réalisées par les AML sur des spectacles passés ou contemporains : « Jeudis lire », La Chaire de poétique de l’Université catholique de Louvain ; les enregistrements du Festival Yambi ; des entretiens sur les auteurs René Kalisky, Nicole Malinconi, Camille De Taeye, etc. ; des hommages (Michèle Fabien, René Hainaux, etc.) ; de longues interviews filmés (Joseph Noiret, Jean Louvet, etc.).
Les fonds d’archives spécifiques
Une des singularités des Archives et Musée de la Littérature est de disposer de très riches collections d’archives internationales, souvent dégagées des fonds d’archives d’auteurs. Ainsi, il est possible d’accéder aux littératures latino-américaines. On peut aussi consulter les littératures européennes de langue latine (Espagne, Portugal, Roumanie, Italie) avec, en outre, un fonds italien important, comprenant des poètes classiques italiens (Pétrarque, Dante, etc.) et des auteurs du XXe siècle (Luigi Pirandello, etc.).
En matière de langues non latines, de belles collections de livres russes, roumains, finlandais, tchèques et des ouvrages issus des écrivains du samizdat et de l’exil (avec notamment les archives de la revue Lettre internationale d’Antonin Liehm) sont archivées.
La collection relative à l’Afrique centrale (Burundi, Congo, Rwanda) occupe une place importante. Ils concerne les écrivains africains francophones issus de ces trois pays, y vivant ou faisant partie de la diaspora. Il fait écho à des ensembles d'archives littéraires belges consacrées à l'Afrique centrale, liées aux étapes coloniales et postcoloniales.
Nombre d’artistes belges et étrangers présents dans les collections des AML ont permis l’émergence de fonds documentaires qui complètent les fonds d’archives sur ou autour des auteurs et des artistes plasticiens. Certains documents sont liés aux mouvements ou aux revues littéraires ; elles sont issues du surréalisme en Belgique, avec des manuscrits, des tracts et des lettres de Paul Nougé, d’Achille Chavée, de Louis Scutenaire par exemple, ou encore, des archives issues du groupe Cobra, de la revue Phantomas, etc.
Les archives inattendues
Dans l’ensemble des fonds d'archives, se trouvent des archives inattendues qui proviennent de rapports entretenus par les Belges avec des écrivains français et étrangers.
Aux Archives et Musée de la Littérature, on peut lire des lettres d’Aldous Huxley ou de Stefan Zweig, de R.M. Rilke, d’Oscar Wilde ou de Georgette Leblanc, de Stéphane Mallarmé (avec des lettres à Octave Maus et à Emile Verhaeren), de Victor Hugo (dont celles de l’édition des Misérables, et un texte manuscrit autographe), de Georges Bataille ou d’André Gide, de Paul Claudel (archives sur la création des Choéphores au Théâtre de La Monnaie à Bruxelles), Louis-Ferdinand Céline (brouillons autographes et dactylographiés d’une première version de Féerie pour une autre fois), Francis Ponge, Gabriele D'Annunzio, Jean Groffier, etc.
Dans les collections du musée, on note deux triptyques de San Damon sur le thème, pour l’un, de Bruxelles, et l’autre, de New York, au travers de l’Oniroscopisme dont San Damon est le créateur.        

### Centre de recherche
Les centres et les universités partenaires
Une collaboration internationale s’opère régulièrement avec Wallonie-Bruxelles International (WBI), de l’AUF, de l’OIF et de l’AEEF, la Sibmas, l'IIT ou l’AFI, ou encore des universités partenaires pour la coorganisation de colloques ou d’expositions hors frontières ; pour les fonds de documentation créés par les AML dans des centres spécialisés ; pour les recherches (thèses, articles, etc.).
L’institution a développé une politique de partenariat à l’étranger en suscitant la création de centres d’études des lettres belges dans ou avec les Facultés de lettres : l’Université d'Aarhus, l’Université d’Aix-la-Chapelle, l’Université Spiru Haret de Bucarest, l’Université d'Estremadure à Càceres, l’Institut Ben M'Sik de Casablanca, l’Université de Bologne, l’Université de Cluj, l’Université de Coimbra, l’Université pédagogique de Cracovie, l’Université d’Edimbourg, la Cellule littéraire de l’Université de Lubumbashi, l’Université de Mexico, l’Université Orientale de Naples, l’Université Janus Pannonius de Pécs, l’Université de Porto, l’Université Adam Mickiewicz de Poznàn, l’Université de Salerne et l’Université de Varsovie, etc. Des programmes de recherche sont mis en place.
Les colloques et les publications
Les AML participent à des colloques, associés aux recherches des scientifiques de l’institution, et qui paraissent dans des publications souvent coéditées.
Archives du futur est la première collection des publications des AML (1979/1980). Coéditée chez Labor, puis chez Luc Pire, et enfin à la Renaissance du Livre, cette collection publie aussi bien des correspondances que des textes, des monographies ou biographies d’auteurs belges, des volumes collectifs, etc.
Des séries liées au travail sur l’Afrique centrale (Congo-Meuse, Papier Blanc-Encre noire, D’entre les bras du fleuve, etc.) sont publiées chez l'Harmattan ou en interne. D'autres séries liées au travail sur la poétique sont également publiées : Le Courrier du CIEP jadis, rebaptisé ensuite Balises et publié chez L’Harmattan, puis chez Didier Devillez. Ces séries sont actuellement interrompues, mais restent disponibles à la vente et à la consultation.
Des chroniques sont publiées dans chaque numéro de Textyles, à la suite du dépouillement minutieux de fonds.
La collaboration avec des centres internationaux a débouché sur des séries Correspondance, Confluencias, Écriture.
Les productions propres d’ordre événementiel sont diffusées aux lecteurs (L’œuvre en chantier, 50 ans au service des lettres et du théâtre).
Les AML ont publié l’Annuaire du Spectacle de la Communauté française de Belgique pour les saisons 1981/1982 à 2004/2005. Ces annuaires constituent un répertoire des spectacles professionnels représentés dans la Communauté française de Belgique et des intervenants vivants en Belgique francophone. Ils ont été remplacés par la Banque de données Aspasia et des publications ponctuelles ou structurelles (Le Monde du Théâtre, qui parait tous les deux ans, et certains actes des colloques de la SIBMAS (2002, 2004, 2008).

### Diffusion auprès du public
Les expositions
Jusqu'en 2019, de petites expositions ont régulièrement été installées dans la salle de lecture des AML. Elles étaient destinées à un public non spécialiste et basées sur le traitement de plus de dix mille dossiers d’archives. À titre d’exemple, Robert Goffin et le jazz, Simenon et les romans de gare, François Jacqmin, Contes et proverbes d’Afrique centrale, Dominique Rolin et le dessin, Charles Quint : histoires dans les lettres belges, Jean Léo le funambule, Hommage à Otomar Krejča, Nouvelles archives de trois écrivains engagés : Oscar-Paul Gilbert, David Scheinert et Conrad Detrez, Les irréguliers du langage, 100 ans de théâtre en Belgique francophone, 100 ans de littérature francophone en Afrique centrale, Les 100 ans de Michel de Ghelderode, etc..
Elles visaient à recentrer un écrivain, un thème littéraire, ou à faire découvrir à un large public le théâtre belge de langue française. Depuis le réaménagement de la salle en 2019, ces expositions ne peuvent plus être organisées.
Des expositions plus importantes ou de prestige sont installées dans la Bibliothèque royale ou hors des murs des AML. Ainsi en 1997, l'exposition Émile Verhaeren et ses peintres fut installée au musée d’Orsay ; en 2010, par exemple, la collaboration avec la bibliothèque Wittockiana permit de réaliser l’exposition Pierre Mertens : autres formes de procès ; une collaboration avec la bibliothèque de la Ville de Tournai, permit l’exposition Dominique Rolin à l'occasion du Prix littéraire remis à Frans De Haes pour son essai Les pas de la voyageuse, Dominique Rolin, édité à Bruxelles.
Les catalogues
Il existe un catalogue en ligne, disponible sur le site, qui contient toutes les acquisitions.

### Bases de données numériques consacrées aux arts de la scène
Aspasia était la première base de données qui a succédé à l’Annuaire du Spectacle de la Communauté française de Belgique. Son catalogue s’était enrichi de plusieurs partenariats avec des théâtres et des compagnies qui participaient activement à l'encodage de leurs propres archives : Bruxellons !, Comédie Claude Volter, La montagne magique, Le Groupov, Le Skarab, Le Rideau de Bruxelles, Théâtre 140, Le Théâtre de l’Ancre, Théâtre de la Balsamine, Théâtre de la Place des Martyrs, Théâtre de Poche, Théâtre de la Vie, Théâtre du Méridien, Théâtre royal du Parc, Théâtre L’L , Théâtre Le Public, Théâtre Océan Nord, Théâtre royal des Galeries, le Théâtre du Sygne, Théâtre & Réconciliation, Théâtre Varia, etc. Aspasia se déclinait aussi directement sur les sites de ces théâtres.
La dernière version d'Aspasia a été mise en ligne en 2010.
Scapin est la deuxième base de données mise en ligne en 2021, qui a pris le relais d'Aspasia. Scapin(Scène-API-Network) est une base de données numérique consacrée à la mémoire des arts de la scène en Fédération Wallonie-Bruxelles. Ce projet a été conçu et développé par les Archives & Musée de la Littérature, en collaboration avec La Bellone – Maison du Spectacle, avec le soutien de la Fédération Wallonie-Bruxelles. SCAPIN vise à centraliser, documenter et rendre accessibles les informations relatives à des dizaines de milliers de spectacles francophones produits ou accueillis en Belgique depuis 1981. Cette base, issue d’une refonte de la base Aspasia, repose sur une architecture collaborative et ouverte, incluant une interface publique ainsi qu’une API destinée aux structures culturelles partenaires.
Le projet associe aujourd’hui plusieurs institutions actives dans les arts vivants, comme le Théâtre national Wallonie-Bruxelles, le Rideau de Bruxelles, le Théâtre royal du Parc, le Théâtre de Poche, le Théâtre du Papyrus, le Centre de la Marionnette de la Fédération Wallonie-Bruxelles, Contredanse, le Famefestival, le Théâtre de l'Eveil, le Théâtre Royal des Galeries, la compagnie Transquinquennal, le Corridor, La Bellone, Le Vilar, la Compagnie MAPS et L’Ancre - Théâtre Royal de Charleroi. SCAPIN offre à ces partenaires un environnement informatique mutualisé pour l’archivage, la consultation et la valorisation des documents liés à la création scénique (programmes, affiches, photos, vidéos…). Gratuitement accessible au grand public, SCAPIN constitue aujourd’hui une ressource de référence pour les chercheurs, les professionnels du spectacle et les passionnés d’histoire théâtrale.
Les ressources numériques
Des catalogues proposent aux lecteurs des documents numériques,,,,.En parallèle, les AML participent aux chantiers de numérisation de la Communauté française de Belgique dans le cadre du plan « Pep’s ».  Ce plan veut préserver les collections photographiques et les archives littéraires les plus menacées, comme le fait l'Agence universitaire de la Francophonie avec le Projet Africa, le musée Félicien Rops à Namur, l’Université libre de Bruxelles, etc.

## Situation
Les AML sont localisés à Bruxelles. Hébergée au troisième étage de la Bibliothèque royale de Belgique, l’ASBL occupe une surface de 714 m2 répartie dans l’ensemble du bâtiment.
Dans la salle de lecture, est exposée La Carte littéraire de Belgique de Paul Delvaux.